# 皮拉米德峰 (皇帝山脈)

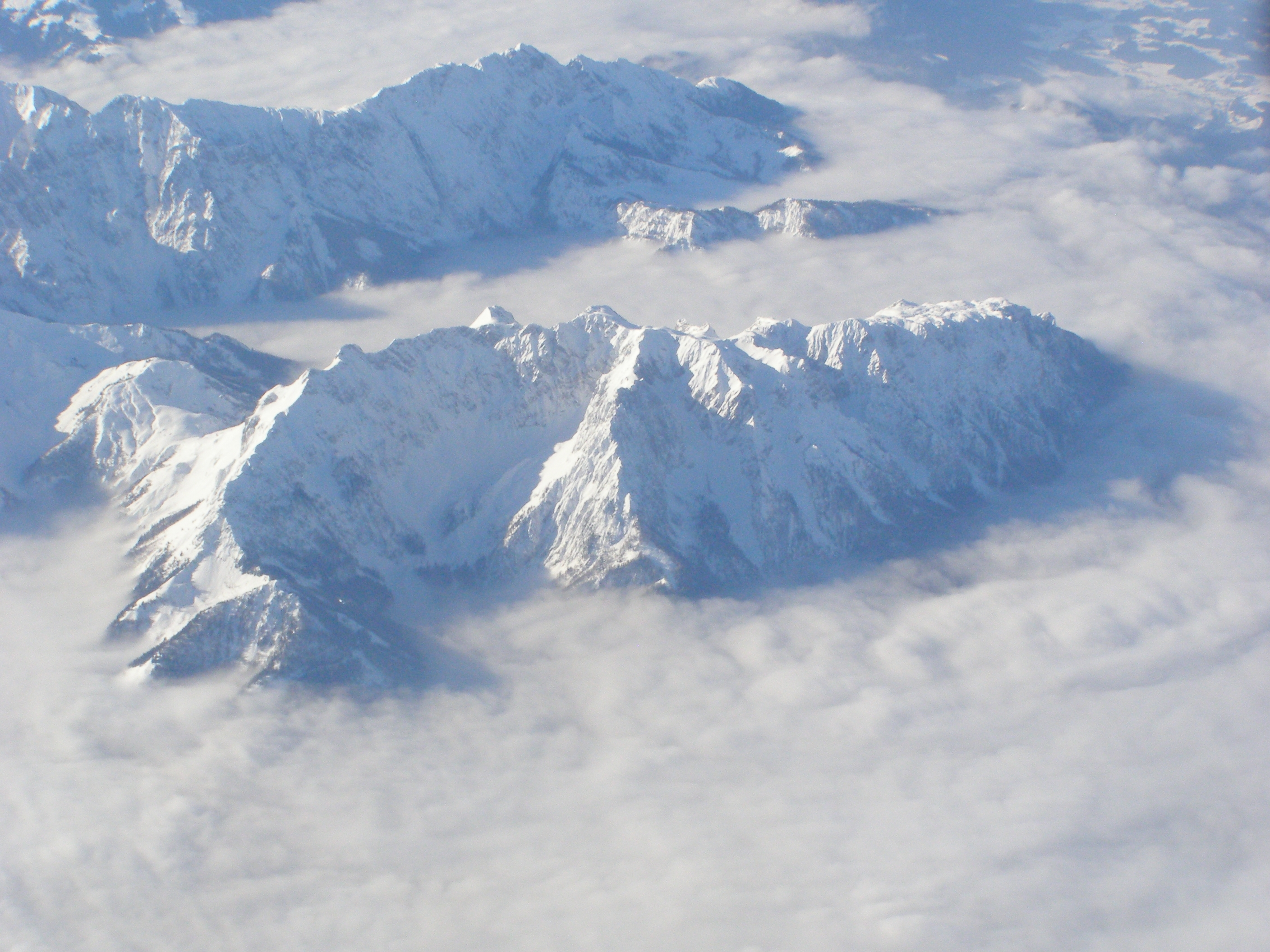

47°36′37″N 12°16′36″E / 47.61028°N 12.27667°E
皮拉米德峰（德語：Pyramidenspitze），是奧地利的山峰，位於該國西部，由蒂羅爾州負責管轄，屬於皇帝山脈的一部分，距離前凱瑟爾施奈德山0.4公里，海拔高度1,997米，每年平均降雨量1,847毫米。